# Municipio de Bungo
El municipio de Bungo (en inglés, Bungo Township) es un municipio del condado de Cass, Minnesota. Estados Unidos. Tiene una población estimada, a mediados de 2023, de 165 habitantes.
Abarca una zona exclusivamente rural.

## Geografía
Está ubicado en las coordenadas 46°39′45″N 94°35′27″O / 46.66250, -94.59083. Según la Oficina del Censo, tiene una superficie total de 92.8 km², de los cuales 90.0 km² corresponden a tierra firme y 2.8 km² están cubiertos de agua.

## Demografía
Según el censo de 2020, en ese momento había 159 personas residiendo en la zona. La densidad de población era de 1.8 hab./km². El 98.74 % de los habitantes eran blancos y el 1.26 % eran de una mezcla de razas. Del total de la población, el 1.26 % eran hispanos o latinos de cualquier raza.